# Pilichy
Pilichy [pronunciación en polaco: /piˈlixɨ/] es un pueblo ubicado en el distrito administrativo de Gmina Łęczyca, dentro del condado de Łęczyca, Voivodato de Łódź, en el centro de Polonia. Se encuentra a unos 10 kilómetros al noroeste de Łęczyca y a 45 kilómetros al noroeste de la capital regional Łódź.